# Slatina (okres Nový Jičín)
Slatina (německy Schlatten) je obec v okrese Nový Jičín v Moravskoslezském kraji, která leží na úpatí Nízkého Jeseníku, nedaleko města Bílovce. Obec má 767 obyvatel.

## Části obce
- Slatina
- Nový Svět

## Historie
Obec náleží k nejstarším českým vsím na území někdejšího Opavského kraje. Její vznik spadá do období vnitřní slovanské kolonizace na sklonku 12. a počátku 13. století. První písemná zpráva o obci je doložena roku 1371. K Moravě byla připojena spolu s fulneckým panstvím teprve roku 1480 a stala se tak jednou z tzv. Moravských enkláv obklopenou slezským územím. Ve více než šestisetleté doložené historii obce se v ní vystřídalo množství pánů, byla v držení různých vladyckých rodin, které měly až do 16. století manské povinnosti k fulneckému panství. Samostatnou se stala Slatina až roku 1592, kdy ji koupil Šalamoun Moš z Bittendorfu jako samostatný deskový statek. I nadále se v držení obce střídala celá řada majitelů. Roku 1910 chtělo majetek koupit město Opava, ale obětavostí a prozíravostí občanů ve Slatině bylo docíleno, že ji právě tohoto roku (vklad do desek 1911) koupila sama obec – její občané.

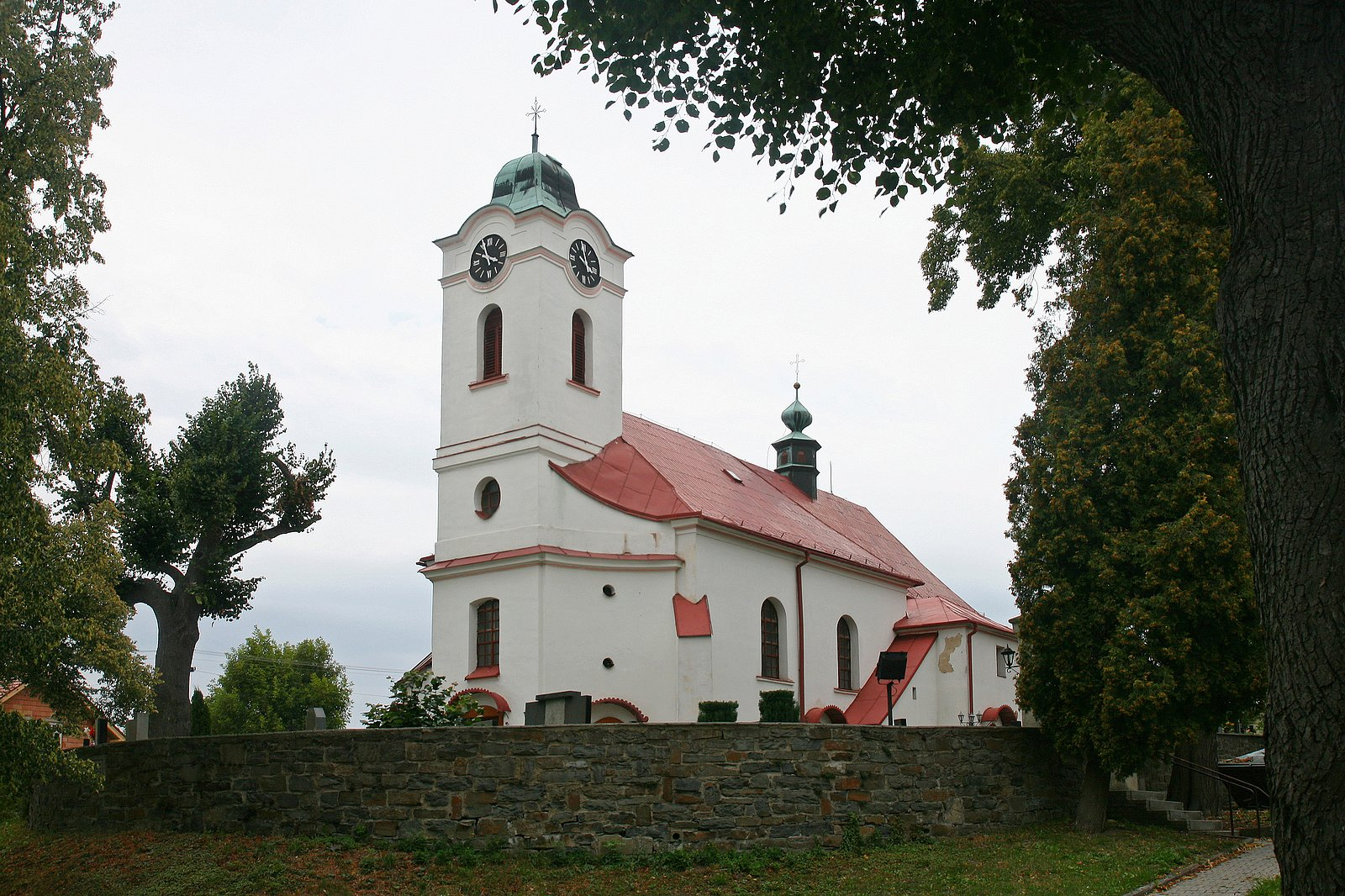
kostel Nanebevzetí Panny Marie

Obec má několik dominant. Kostel Nanebevzetí Panny Marie byl pravděpodobně postaven začátkem 14. století, první zmínka je doložena rokem 1461. Současná barokní podoba kostela pochází z poloviny 17. století. Dále je to barokní zámek z roku 1771, stojící v centru obce. Celý exteriér umocňuje romantický styl parkové úpravy okolí. Nelze zapomenout na školu z roku 1785, čtyři kapličky a z novodobé historie jsou to objekty kulturního domu, pošty a hasičské zbrojnice, požární nádrže a hřiště. V roce 1928 byla dokončena elektrifikace a v roce 1933 vystavěn vodovod. K zajímavostem například patří, že obce na své náklady postavila okresní silnici z Ohrady do staré Vsi. Slatina byla vždy česká, starousedlická.
Slatina připadala už od roku 1960 pod okres Nový Jičín. Roku 1964 se od Slatiny oddělily Karlovice, které jsou od té doby součástí sousední obce Tísek. K 1. lednu 1979 byla Slatina s Ohradou a Novým Světem přičleněna k Bílovci. Obec se k 24. listopadu 1990 osamostatnila, zároveň se od jejího katastru oddělila místní část Ohrada, která se stala součástí katastrálního území Stará Ves u Bílovce, patřícího k městu Bílovci. Celkem obec hospodaří na 212 ha lesních pozemků. Nově zvolené devítičlenné zastupitelstvo mělo před sebou mnoho úkolů, obecní rada nebyla ustanovena, tuto funkci plní starosta obce. Bylo nutno řádně převzít všechen majetek, písemnosti, připravit nové vyhlášky a samozřejmě rozeběhnout nový úřad tak, aby mohl plnit sliby, které všichni očekávali od osamostatnění.
Nejdříve se podařilo vybudovat nové fotbalové hřiště, nově byla provedena oprava nízkého napětí spolu s veřejným osvětlením, byla zpracována studie čištění odpadních vod a provedena oprava kotelny na tuhá paliva. V roce 1995 byl ukončen pronájem obecních lesů a obec v nich začala hospodařit sama. Vinou kůrovcové kalamity, která se již vyskytla v obecních lesích kolem roku 1993, byla provedena těžba této hmoty a vše bylo intenzivně sledováno pracovníky ministerstva životního prostředí. Účinnou těžbou se podařilo zachránit jeho větší část a kůrovce zastavit. Vytěžené plochy se ihned uklízely a prováděla se nová výsadba. V obci se dále uskutečnila generální oprava střechy a pláště budovy školy včetně nátěru oken, postupně se vybudovaly chodníky kolem státní silnice včetně Nového Světa, upravil obecní rybník, opět na Novém Světě opravila společenská místnost pro využití volného času tamních občanů. Obec rovněž nabídla celkem 16 stavebních míst, ke kterým byla vybudována nová asfaltová komunikace, chodníky a všechny podzemní sítě. Požární nádrž byla vybavena novou čističkou a v létě slouží pro širokou veřejnost jako koupaliště. Náročnou akcí byla potom plynofikace celé obce i místní části. Tato se povedla realizovat za tři měsíce. Zámek, který byl v roce 1993 ve špatném stavu, prošel celkovou rekonstrukcí. Byly upraveny vnitřní interiéry a od roku 1997 slouží jako obecní úřad, knihovna a reprezentativní prostory obce se svatební síní.
Obec má rovněž svůj znak a prapor, který převzala od předsedy Poslanecké sněmovny v roce 1998. V roce 1996 byl zastupitelstvem obce schválen Program obnovy venkova a v roce 1997 se obec se přihlásila do soutěže Vesnice roku. V ostravském regionu obec získala první místo a postoupila do celorepublikového kola. Výsledkem bylo třetí místo v rámci České republiky. V červnu 2014 získala obec v rámci soutěže Vesnice roku v Programu obnovy venkova modrou stuhu za společenský život. Tato stuha se uděluje jako ocenění velkého počtu spolkových a společenských aktivit.
Slatina je součástí sdružení obcí Mikroregion Bílovecko.
V obci pracuje několik zájmových sdružení. Z hlediska vlivu na kulturní život v obci můžeme jmenovat např. hasičský sbor, recesistický spolek Jako Za Mlada nebo Dechovou hudbu Slatina.
Obecní úřad sídlí v místním zámku a tvoří ho starosta pan Luděk Míček, místostarosta a zaměstnanci obce zařazeni do obecního úřadu. V čele obecního úřadu stojí starosta, který plní některé úkoly rady obce, která ve Slatině není zřízena.

### Rozhledna Slatina
Nad obcí Slatina na vršku Okrouhlík s nadmořskou výškou 467 metrů stojí rozhledna Slatina.

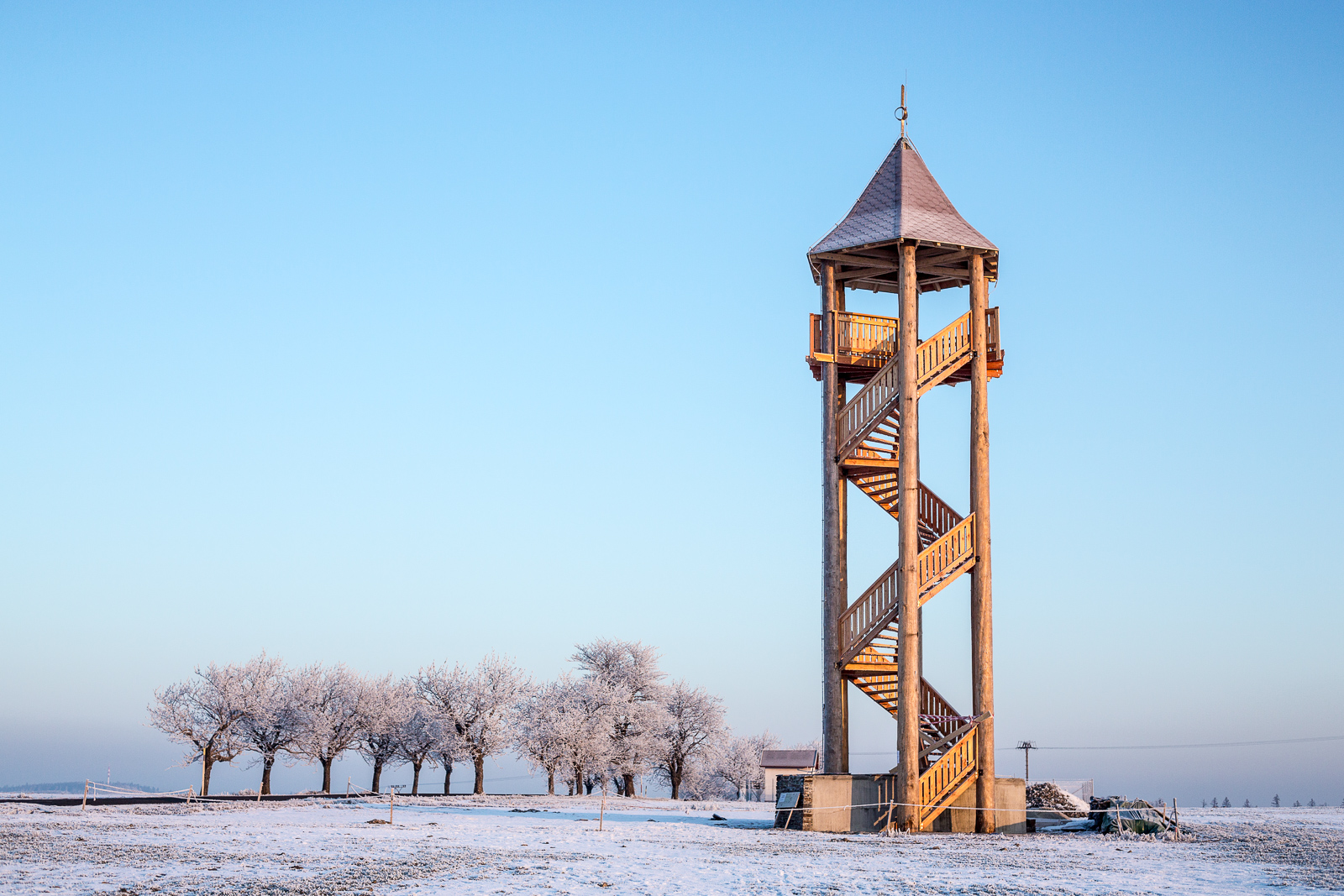
Rozhledna Slatina na vršku Okrouhlík

Výstavba byla zahájena v červenci 2018 a měla být dokončena v polovině listopadu – záviselo to však na povětrnostních a klimatických podmínkách. Celková cena rozhledny byla vyčíslena na 1 510 152 korun včetně DPH, zhruba polovinu měla uhradit Evropská unie v rámci projektu „Stezka rozhleden a vyhlídkových míst Euroregionu Silesia – II. etapa“ v programu INTERREG Česká republika – Polsko. Počátkem února 2019 prošla rozhledna úspěšně kolaudačním řízením a byla volně zpřístupněna veřejnosti.

## Pamětihodnosti
- Zámek Slatina
- Kostel Nanebevzetí Panny Marie
- Kaple se sochou sv. Jana Nepomuckého
- Kříž za obcí
- Rozhledna na Okrouhlíku

## Obyvatelstvo

Věková struktura obyvatel obce Slatina roku 2011
Rodinný stav obyvatel obce Slatina roku 2011
Vzdělání obyvatel obce Slatina roku 2011